# Mont Pelée
Mont Pelée, též Montagne Pelée, zastarale česky Lysá hora, je činná sopka, konkrétně stratovulkán, na severu ostrova Martinik v Návětrných ostrovech. Výška hory dosahuje 1397 metrů nad mořem.
Sopku nechvalně proslavily její charakteristické erupce, které jsou po ní označovány jako „erupce pelejského (či peléského) typu“. Tento typ je charakteristický uvolňováním velkých mračen velmi žhavých oblaků obsahujících sopečné plyny a klasty (úlomky), jejich teplota přesahuje 1000 °C. Výron žhavého oblaku se děje z centrálního jícnu a je namířen bočním směrem. Erupci provází laviny a popelové proudy, které zasahují stovky kilometrů čtverečních.
Celkem 139 km² z plochy Martiniku okolo Mont Pelée je od roku 2023 součástí světového dědictví UNESCO pod názvem „Sopky a lesy Mont Pelée a Pitons severního Martiniku“. V celosvětovém měřítku představují Mount Pelée a Pitons du Carbet a jejich vegetační pokryv jedinečnou reprezentativní ukázku vulkanických procesů a také lesních typů. V kontinuu lesního porostu od mořského pobřeží k vrcholkům sopek jsou zastoupeny všechny lesní typy Malých Antil, roste zde řada rozmanitých endemických rostlin. Chráněná oblast je domovem celosvětově ohrožených druhů, jako je pralesnička kaňonová (Allobates chalcopis) a trupiál martinický (Icterus bonana).

## Erupce v roce 1902
V roce 1902 se odehrála silná erupce sopky Mont Pelée, během které sestupující žhavá mračna usmrtila 28 000 obyvatel a zničila hlavní město Saint-Pierre, přezdívané „Perla Malých Antil“ ležící 6 kilometrů od sopečného kráteru.
Sopka začala chrlit oblaka 23. dubna 1902, ale již začátkem dubna byl pozorován únik sirnatých plynů z fumarol poblíž vrcholu. Nebylo to pokládáno za významné. V tentýž den hora seslala lehký déšť strusky na jižní a západní stranu ostrova, spolu s prudkým podzemním otřesem. O dva dny později, 25. dubna, se z vrcholku sopky sesunul velký oblak hornin a popela do kráteru Étang Sec. Vypuzený materiál nezpůsobil významnější škody. 26. dubna oblast byla poprášena sopečným popelem další erupce; veřejní představitelé stále nespatřují důvod k obavám. Další den 27. dubna několik výletníků slézá vrchol hory, aby spatřilo Étang Sec zaplněné vodou, jezero mělo délku 180 metrů, a spolu s ním se objevil 15metrový kužel sopečné suti vyrůstající na jeho straně a živící jezero neustálým proudem horké vody. Z hlubin doléhaly zvuky připomínající kotel vroucí vody. Silný zápach síry byl cítit nad městem, vzdáleném 4 míle od sopky, znepokojoval obyvatele a koně. O tři dny později, 30. dubna, řeky Roxelane a Riviere des Peres se vzedmuly a unášely trosky stromů a balvany z vrcholu hory. Vesnice Precheir a Ste. Philomene byly zasaženy vytrvalým přívalem popela. Půl hodiny před půlnocí na 2. května zaduněla hora hlasitou detonací, načež následovalo zemětřesení a nad horu vystoupil masivní sloup hustého černého kouře.
Popel a jemnozrnné pemzy pokryly celou severní polovinu ostrova. Detonace přicházejí v 5 až 6hodinových intervalech. To vede místní deník Les Colonies k odložení plánovaného pikniku na neurčito, původně byl plánován na 4. května. Hospodářská zvířata začínají hynout hladem a žízní, neboť jejich zdroje vody a potravy byly zasaženy popelem. V sobotu, 3. května, vítr odvál oblak popela k severu, a ulevil Saint-Pierre. Následující den příval popela zesílil, a komunikace mezi Saint-Pierre a územím Precheur byla odříznuta. Oblak popela byl tak hustý, že se lodě obávaly plout skrz něj. Mnoho obyvatel se rozhodlo odejít, a zaplnili kapacity parníků. Oblast byla pokryta vrstvou jemného moučně bílého popela. V pondělí 5. května, hora se zjevně trochu utišila; ačkoli kolem 1 hodiny odpoledne moře náhle ustoupilo o 100 metrů a opět se rychle vrátilo zpět a zaplavilo část města, a velký oblak kouře se objevil západně od hory. Jedna stěna kráteru Étang Sec se zřítila a přihnala se masa horké vody a bahna do Riviere Blanche, zaplavila cukrovar Guérin a pohřbila 150 obětí pod nánosem 60 až 90 metrů bahna. Uprchlíci z ostatních oblastí utekli do Saint-Pierre. Tuto noc, atmosférické poruchy znemožnily dodávky elektřiny a město se ponořilo do tmy, což přineslo zmatek. Následující den, kolem 2 hodin ranních, dolehl z hlubin hory hlasitý zvuk. Ve středu 7. května kolem 4 hodin hora zvyšuje svou aktivitu; oblaka popela způsobují četné blesky kolem vrcholku hory, a oba krátery jsou v noci červenavě až oranžově ozářeny. Přes den, lidé opouštějí město, ale více lidí z venkova prchá právě do města, počet obyvatel ve městě se zvýšil o několik tisíc. Noviny stále tvrdí, že je město v bezpečí. Zprávy o výbuchu sopky Soufriere na blízkém ostrově Saint Vincent byl mnohými vykládán jako konec nebezpečí, neboť se mylně domnívali, že hora již nemůže vybuchnout.
Ne všichni si tím byli jisti; kapitán Marina Leboffe, z bárky Orsolina, opustil přístav s polovičním nákladem cukru, navzdory lodním přepravcům, odplul bez potřebného odbavení a neslyšel ani na pohrůžky žalářem. Nicméně, místodržící Moutett a jeho paní zůstali ve městě. S večerem se zdálo, že otřesy země opět utichají.

### Hlavní erupce
Hlavní sopečná erupce nastala 8. května 1902 o svátku Nanebevstoupení Páně. Bylo zničeno město Saint-Pierre ležící 4 míle od vrcholu. Ráno lidé pozorovali ohňostroj vytvořený horou. Noční směna telegrafistů posílala zprávy o stavu sopečné aktivity telegrafistům ve Fort-de-France, a ohlašovala, že nenastaly žádné významné změny; poslední zpráva zněla „Allez“. Bylo 7:52; v následující sekundě telegraf utichl. Loď pro opravování podmořských kabelů měla město na dohled; horské úbočí se rozestoupilo a objevil se hustý černý oblak, který zůstal rozložen nad horou. Druhý černý oblak se valil vzhůru a vytvořil obrovský hřib, který zastínil oblohu do vzdálenosti 50 mil. Počáteční rychlost, jak bylo později spočítáno, se pohybovala kolem 670 km/h.

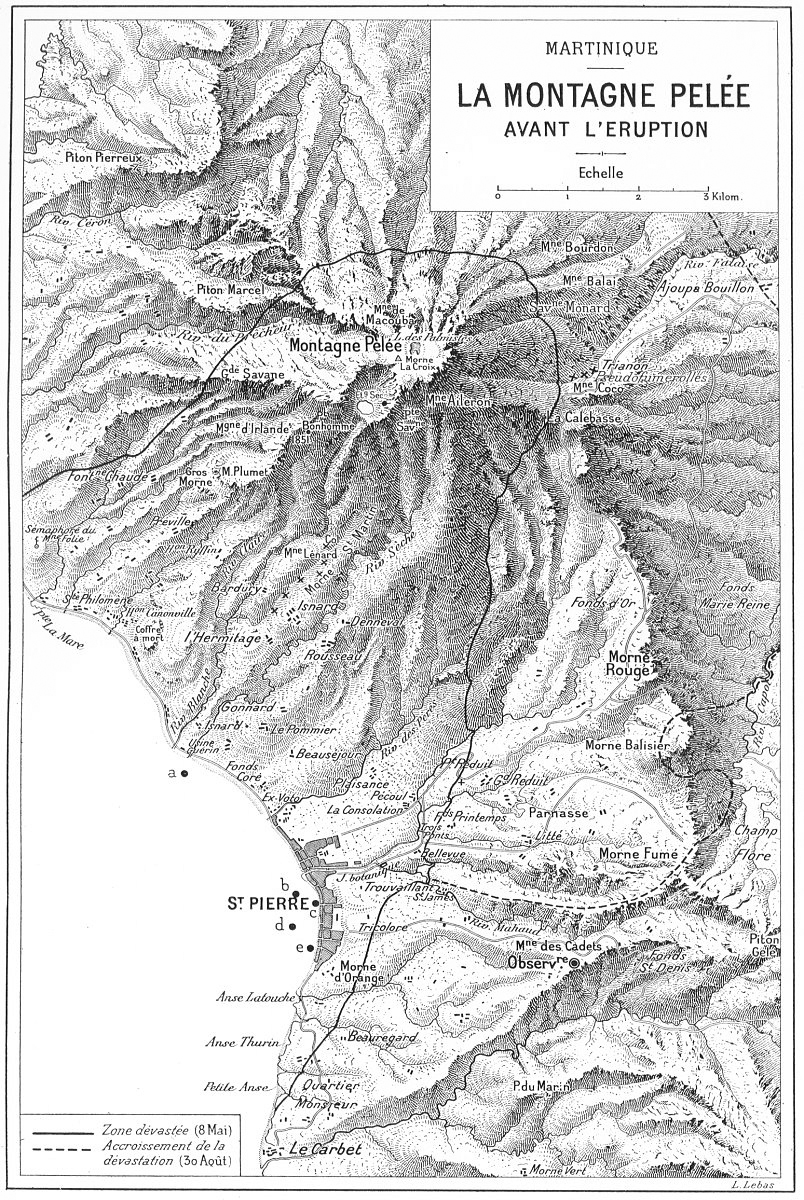
Mapa Mont Pelée a okolí (tisk 1904)

Ležící pyroklastický oblak (tvořený přehřátou párou a sopečnými plyny a prachem s teplotou přes 1000 °C) se rychle blížil k Saint-Pierre, zdál se být temný, těžký a uvnitř žhnoucí. Oblak v necelé minutě dosáhl města, vše hořlavé, co zasáhl, okamžitě vzplanulo. Po chvíli byl oblak větrem odvanut nad moře, načež následoval půlhodinový liják bahna s příměsí popela. Několik následujících hodin bylo všechno spojení s městem přerušeno, nikdo nevěděl, co se stalo s městem a jeho obyvateli. Z moře bylo vyloveno několik osob, které přežily, ponejvíce popálení námořníci sražení do moře poryvem žhavého pyroklastického oblaku.
Válečná loď přirazila ke břehům kolem 12:30, ale žár nedovolil vylodění dříve než ve 3 hodiny odpoledne. Město hořelo ještě několik dní poté. Zničená oblast žhavým pyroklastickým oblakem zaujímala něco kolem 8 čtverečních mil, přičemž území města bylo zasaženo nejhůře.
Město Saint-Pierre mělo přibližně 28 000 obyvatel, tento počet se v době katastrofy zvýšil o uprchlíky z venkova, když začaly menší erupce a toky bahna. Přežili pouze dva (někdy se uvádějí i tři) lidé: Ludger Sylbaris, vězeň držený v podzemním žaláři (později omilostněn) a Léon Compere-Léandre, švec žijící na kraji města. Jako třetí přežíjící se uvádí malá dívka Havivra Da Ifrileová; kromě ní ještě přežila jistá služebná (jediné, co si z oné události upamatovala, byl prý velký žár), ovšem zemřela krátce po nalezení. Mezi oběťmi bylo i několik pasažérů lodí v přístavišti Saint-Pierre, které tam kotvily. Jedním takovým byl parník Roraima, který byl pohřešován od 26. dubna, a myslelo se, že byl zachvácen popelem předcházející exploze. Avšak nakonec dorazil do přístavu Saint-Pierre v 6:30 ráno, krátce před erupcí, a byl zachvácen erupcí sopky. Později se tato loď potopila, její vrak je stále u břehů Saint-Pierre; 28 členů posádky a všichni pasažéři zahynuli.

### Další aktivita
20. května se udála druhá erupce podobná té předchozí sílou i typem, zlikvidovala vše co zůstalo ze Saint-Pierre. Následně 30. srpna 1902, bylo zřejmě zabito kolem 2000 lidí lávovými proudy ve vesnici Morne Rouge. Mont Pelée pokračovala v erupcích do roku 1903.
Studium případu této katastrofy předznamenalo začátek moderní vulkanologie. Ukázalo, jaké smrtelné nebezpečí představují pyroklastické proudy a „nuées ardentes“, a sopečné jevy vůbec. Povědomí o katastrofě z roku 1902 se rychle rozšířilo, k čemuž přispěly moderní způsoby komunikace. Katastrofa přitáhla pozornost veřejnosti a vlád k přírodním nebezpečím pod aktivními sopkami, což lze příčíst faktu, že tuto katastrofickou erupci přežili jen 3 lidé z asi 28 000.
Mont Pelée je v současnosti pod nepřetržitým dohledem geofyziků a vulkanologů (IPGP). Poslední erupce proběhla roku 1932.